# 니가타촌
니가타촌(新潟村)은 니가타현 미나미칸바라군에 있던 촌이다. 1954년 3월 31일, 동군 구즈마키촌, 고시군 가미키타다니촌의 일부와 함께 미나미칸바라군 미쓰케정에 편입되었다. 현재의 미쓰케시 니가타 지구에 해당한다
덧붙여 당촌과 같은 현에 속하고(군구정촌 편제법 시행 전에는 더욱 같은 군), 현청이 놓여 있는 니가타시와는 전혀 다른 자치체이다.

## 역사
- 1889년 4월 1일 - 정촌제 시행에 의해 미나미칸바라군 니가타촌이 성립하였다.
- 1954년 3월 31일 - 구즈마키촌, 고시군 가미키타다니촌의 일부와 함께 미쓰케정에 편입되어 소멸하였다. 당일 시로 승격해 미쓰케시가 되었다.